# Dixinn

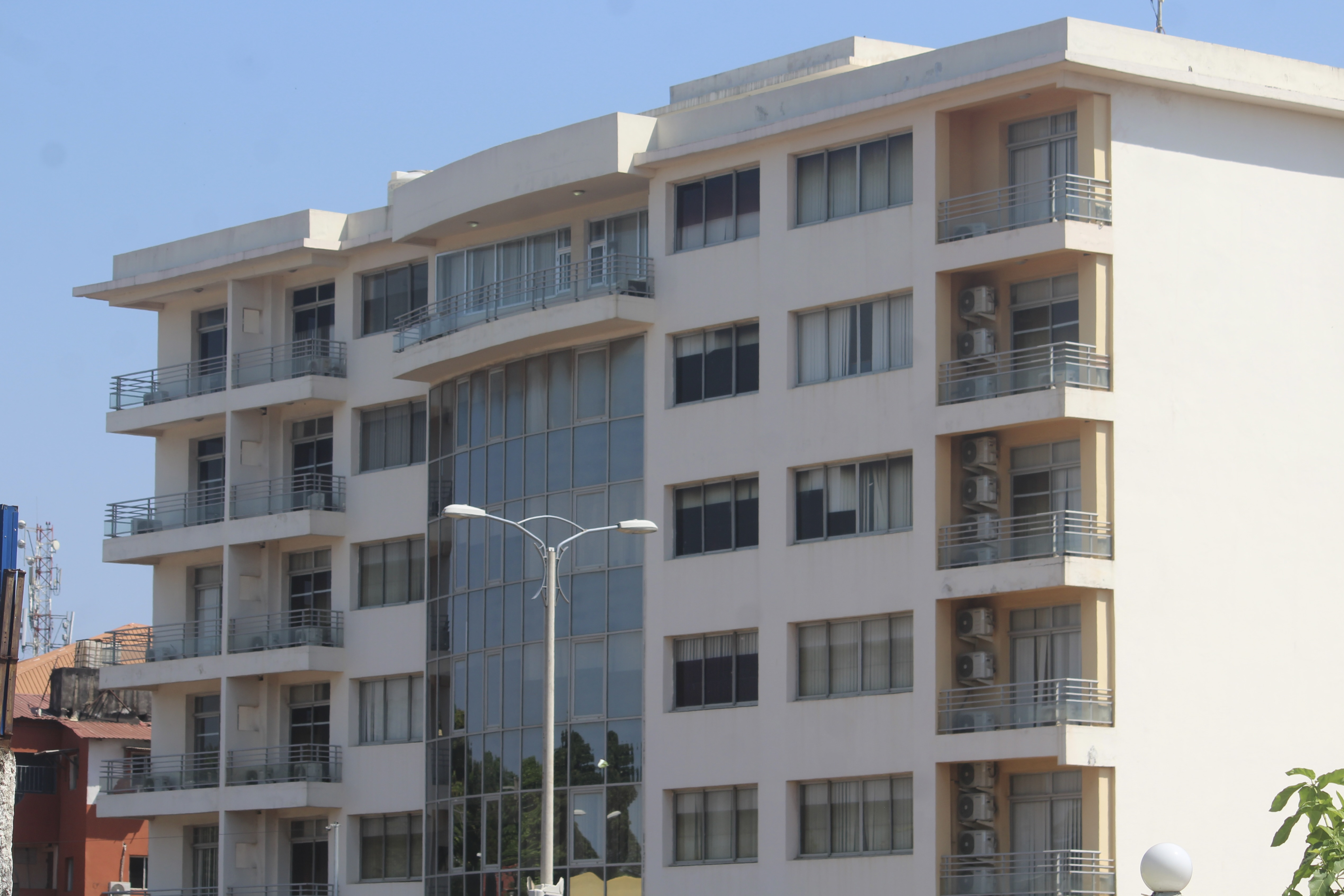

Dixinn é uma subprefeitura na Região de Conacri, na Guiné. É uma das cinco regiões em que se divide a capital do país. Dixinn abriga a Universidade de Conacri.